# Orestes Vilató
 (décembre 2016).
Si vous disposez d'ouvrages ou d'articles de référence ou si vous connaissez des sites web de qualité traitant du thème abordé ici, merci de compléter l'article en donnant les références utiles à sa vérifiabilité et en les liant à la section « Notes et références ».
Orestes Vilató est un percussionniste (timbales et bongo) cubain né à Camagüey en 1944.  Il est l'une des figures les plus influentes du monde de la percussion latine.

## Biographie
Il quitte Cuba à l'âge de 12 ans avec ses parents pour aller vivre aux États-Unis.
Son père, qui était chanteur d'opéra ne le découragea pas de se consacrer aux percussions et lui offrit des timbales alors qu'il vivaient à New York.
Il commence alors à jouer avec un groupe appelé Cuban Rhythm Boys avant de collaborer avec Orquesta Oriental Cubana, Willie Ellis, Felo Barrios, Roberto Rodriguez, Belisario Lopez, José Farardo...
Il joua ensuite au sein de la charanga de Johnny Pacheco, qui allait devenir le fondateur de Fania records, avant de rejoindre l'orchestre de Ray Barretto (avec qui il restera plus de huit ans) puis la Tipica 73.
En 1975 Orestes Vilató quitte la Típica pour former son propre groupe, Los Kimbos.
En 1979, il commence à jouer avec Carlos Santana, avec qui il restera 9 ans.
Un des albums récents dans lesquels la virtuosité de Orestes est manifeste est Ritmo y candela, Rhythm at the crossroads (1995) enregistré avec Changuito et Patato.

## Enregistrements
- 1995 : Ritmo y candela, avec Changuito et Patato